# ワードロービング
ワードロービング（英語: wardrobing）は、商品を購入し、使用した上で、店舗に返品して返金を求めるという一連の行為。アメリカ合衆国のように商習慣として返品制度が確立している社会において、この制度を悪用した行為である。高額な衣料品や宝飾品を対象として行なわれることが多く、洋服箪笥を意味する「ワードローブ（wardrobe）」から、店を自分の箪笥のように使うといった含意で、この表現が生まれた。このため狭義ではもっぱら高級衣料品が対象となるものを指すが、広義では、より一般的に、道具類や電化製品、コンピュータなどを対象とした行為も含む。
全米小売業協会（National Retail Federation）の2014年1月の発表によると、2012年の年末商戦において、調査対象となった全米小売業大手62社のうち、6割以上がワードロービングを経験したという。
また、イギリスでは、（本来の意味での）衣料品のワードロービングが広まっているとする報道が2013年の時点でなされている。

## 事例
最も悪名高いワードロービングの事例のひとつは、ワードロービングされたビデオカメラだけを使って撮影された映画『デート・ウィズ・ドリュー』である。この映画の製作者は、カメラをサーキット・シティーで購入し、30日間にわたってこの映画の撮影に使用した後、カメラを返品して全額の返金を受けた。
より一般的にみられるワードロービングで、悪質とされる事例には、クリスマスツリー（クリスマス前に買って後で返品する）、大画面のテレビ（スーパーボウルなどのイベント前に買って後で返品する）、パーティーに出かける衣装や装飾品などがある。